# بارون اسرائیل موسی سیف
بارون اسرائیل موسی سیف (انگلیسی: Israel Sieff, Baron Sieff؛ ۴ مهٔ ۱۸۸۹ – ۱۴ فوریهٔ ۱۹۷۲) یک کارآفرین، و سیاست‌مدار و صهیونیست اهل بریتانیا بود. او در منچستر به دنیا آمد و پدر او از لیتوانی به انگلستان مهاجرت کرده بود. او در دانشگاه منچستر تحصیل کرد. در سال ۱۹۱۸ او یکی از افراد کمیسیون صهیونیسم بود که از فلسطین تحت نظر چایم وایزمن دیدن کرد.
بعد از مرگ پسرش دانیل سیف به چایم وایزمن کمک کرد که موسسه تحقیقاتی دانیل سیف را در اسرائیل امروزی ایجاد کند.